# РОМАН (произведение)
РОМА́Н — первое в Рунете гипертекстовое интерактивное литературное произведение, предполагающее возможность коллективного сотворчества, разветвления теоретически в любом фрагменте и нелинейное (непоследовательное) чтение. Запущен в октябре 1995 года, спустя недолгое время приостановился и являет собой памятник сетевой русской литературы в интернете, а также первый известный в Рунете образец цифровой системы коллективного создания единого творческого продукта, что впоследствии станет известно как краудсорсинг.
Автор идеи, концепции и начального текста — Роман Лейбов, содействие программированием Леонида Делицына и Дмитрия Манина.